# ميونس
ميونس أو مييونس هي ثاني أكبر مدينة من حبث السكان في دولة بالاو الصغيرة, المكونة من أرخبيل صغير من الجزر الواقعة في غرب المحيط الهادئ. وهي مدينة ذات كثافة سكانية ضئيلة لا تتعدي 1,200 نسمة, وتقع المدينة في ولاية كورور التي تضم أكبر مدينة في بالاو, كورور. ميونس هي موقع مستشفي بالاو الوطني, وهي أكبر مستشفي في البلاد.